# Gonzalagunia mildredae
Gonzalagunia mildredae là một loài thực vật có hoa trong họ Thiến thảo. Loài này được D.R.Simpson ex C.M.Taylor mô tả khoa học đầu tiên năm 1992.